# フランチェスカ・スキアボーネ
フランチェスカ・スキアボーネ（Francesca Schiavone, 1980年6月23日 - ）は、イタリア・ミラノ出身の女子プロテニス選手。2010年の全仏オープン女子シングルス優勝者で、イタリア人女性として最初の4大大会女子シングルスを制した選手である。2008年の全仏オープン女子ダブルスで、ケーシー・デラクアとペアを組んだ準優勝もある。WTAツアーでシングルス8勝、ダブルス7勝を挙げた。自己最高ランキングはシングルス4位、ダブルス8位。身長166cm、体重60kgの小柄な体格である。右利き、バックハンド・ストロークは片手打ち。

## 来歴
1998年に18歳でプロ入り。2000年の全米オープンで4大大会にデビューする。予選3試合を勝ち上がり、本戦でもエレナ・ドキッチとの3回戦まで勝ち進んだ。2001年の全仏オープンでは、第1シードのマルチナ・ヒンギスとの準々決勝に進出した。この大会ではイタリアのテニス史上初めて、3人の女子選手がシングルス4回戦に勝ち残り、シルビア・ファリナ・エリアとリタ・グランデがベスト16に進み、スキアボーネがベスト8を記録している。こうして、イタリアの女子テニス界の発展が始まった。スキアボーネが強烈な印象を残した試合は、2003年の全米オープン4回戦である。この時スキアボーネは日本の杉山愛と対戦したが、試合は度重なる雨の中断で「4日間」を要する苦闘となった。杉山は、7-6, 5-7, 2-6 の逆転負けでベスト8進出を逃した。スキアボーネは準々決勝でジェニファー・カプリアティに敗れている。
スキアボーネは女子テニス国別対抗戦・フェドカップのイタリア代表選手としても活躍し、2002年から代表入りした。2004年アテネ五輪では、シングルスでロシア代表のアナスタシア・ミスキナとの準々決勝まで勝ち進んだが、シルビア・ファリナ・エリアと組んだダブルスでは2回戦で敗退している。2006年、イタリアはフェドカップ初優勝を達成する。スキアボーネは決勝の対ベルギー戦でも、シングルス第1試合と最終第5試合のダブルス戦に勝ち、イタリア・チームの初優勝に大きく貢献した。2年後の2008年北京五輪にも出場し、シングルスは3回戦、ダブルスはフラビア・ペンネッタと組んで準々決勝まで勝ち上がり、単複ともに好成績を残した。
スキアボーネはこれまで、女子テニスツアーのシングルスで8度の準優勝に甘んじてきたが、2007年7月29日にオーストリアの「バートガシュタイン」大会決勝でイボンヌ・モイスブルガーを 6-1, 6-4 で破り、9度目の挑戦でようやくシングルス初優勝を果たした。
2008年の全仏オープンで、スキアボーネはケーシー・デラクアと組んで女子ダブルス決勝に進出した。2人は決勝戦でスペインペアのビルヒニア・ルアノ・パスクアル&アナベル・メディナ・ガリゲス組に 6-2, 5-7, 4-6 の逆転で敗れ、初優勝を逃した。スキアボーネは前年のマラ・サンタンジェロに続く、イタリア人選手としての全仏女子ダブルス連覇を逃したことになる。デラクアとは2009年全豪オープンでもペアを組み、準決勝でビーナスとセリーナのウィリアムズ姉妹組に 0-6, 2-6 で完敗した。
2009年のウィンブルドンで、スキアボーネはノーシードから勝ち上がり、初めてのベスト8に進出した。イタリア人女子選手のウィンブルドン8強入りは、2003年のシルビア・ファリナ・エリア以来6年ぶりの出来事であった。この準々決勝では、第4シードのエレーナ・デメンチェワに 2-6, 2-6 のストレートで敗れた。この年、イタリアはフェドカップで3年ぶり2度目の優勝を決め、スキアボーネも決勝の対アメリカ戦のシングルス第2試合でメラニー・ウダンに勝った。
2010年の全仏オープンで、スキアボーネは当地の女子テニス選手として史上初の4大大会女子シングルス優勝を達成した。決勝戦ではサマンサ・ストーサーを 6-4, 7-6(7-2) のストレートで倒した。（それまでの記録は、1949年全仏選手権でベスト4に入ったイタリア人女子選手がいた。男子シングルスでは、34年前の1976年全仏オープンで優勝したアドリアーノ・パナッタの快挙があった。）
2011年の全豪オープンでは4回戦のスベトラーナ・クズネツォワに 6-4, 1-6, 16-14 で勝利した。試合時間は4時間44分で女子の4大大会史上最長試合であった。大会後のランキングでスキアボーネは自己最高の4位となった。全仏オープンでは2年連続の決勝に進出。決勝では李娜に 4–6, 6–7(0) で敗れ連覇を逃した。
フェドカップのイタリア・チームでも、彼女は通算勝利数（27勝22敗）とシングルス通算勝利数（23勝21敗）でチーム歴代1位記録保持者になった。4大大会でも初出場した2000年全米オープンから2015年全米オープンまで連続で出場し、杉山愛の62大会連続出場記録に迫っていたが、2016年全豪オープンの予選2回戦で敗退し、史上2位の61大会連続でストップした。
スキアボーネは2018年7月、グシュタード・レディース選手権1回戦でサマンサ・ストーサーに敗れた試合が最後の出場になり、9月に38歳で現役を引退した。

## WTAツアー決勝進出結果

### シングルス: 20回 (8勝12敗)
| 大会グレード          | 大会グレード                 |
| 2008年以前            | 2009年以後                   |
| --------------------- | ---------------------------- |
| グランドスラム (1–1)  |                              |
| WTAファイナルズ (0–0) |                              |
| ティア I (0–1)        | プレミア・マンダトリー (0-0) |
| ティア I (0–1)        | プレミア5 (0-0)              |
| ティア II (0–3)       | プレミア (1–0)               |
| ティア III (1–2)      | インターナショナル (5–3)     |
| ティア IV ＆ V (0–2)  | インターナショナル (5–3)     |

| 結果   | No. | 決勝日         | 大会                 | サーフェス        | 対戦相手                         | スコア        |
| ------ | --- | -------------- | -------------------- | ----------------- | -------------------------------- | ------------- |
| 準優勝 | 1.  | 2000年6月12日  | タシケント           | ハード            | イロダ・ツルヤガノワ             | 3–6, 6–2, 3–6 |
| 準優勝 | 2.  | 2003年1月6日   | キャンベラ           | ハード            | メガン・ショーネシー             | 1–6, 1–6      |
| 準優勝 | 3.  | 2005年9月12日  | バリ                 | ハード            | リンゼイ・ダベンポート           | 2–6, 2–6      |
| 準優勝 | 4.  | 2005年10月16日 | モスクワ             | カーペット (室内) | マリー・ピエルス                 | 4–6, 3–6      |
| 準優勝 | 5.  | 2005年10月24日 | ハッセルト           | カーペット (室内) | キム・クライシュテルス           | 2–6, 2–6      |
| 準優勝 | 6.  | 2006年1月9日   | シドニー             | ハード            | ジュスティーヌ・エナン＝アーデン | 6–4, 5–7, 5–7 |
| 準優勝 | 7.  | 2006年4月3日   | アメリアアイランド   | クレー            | ナディア・ペトロワ               | 4–6, 4–6      |
| 準優勝 | 8.  | 2006年9月25日  | ルクセンブルク       | ハード            | アリョーナ・ボンダレンコ         | 3–6, 2–6      |
| 優勝   | 1.  | 2007年7月29日  | バートガシュタイン   | クレー            | イボンヌ・モイスブルガー         | 6–1, 6–4      |
| 準優勝 | 9.  | 2009年7月13日  | プラハ               | クレー            | シビル・バンマー                 | 6–7, 2–6      |
| 準優勝 | 10. | 2009年10月12日 | 大阪                 | ハード            | サマンサ・ストーサー             | 5–7, 1–6      |
| 優勝   | 2.  | 2009年10月25日 | モスクワ             | ハード (室内)     | オリガ・ゴボルツォワ             | 6–3, 6–0      |
| 優勝   | 3.  | 2010年4月17日  | バルセロナ           | クレー            | ロベルタ・ビンチ                 | 6–1, 6–1      |
| 優勝   | 4.  | 2010年6月5日   | 全仏オープン         | クレー            | サマンサ・ストーサー             | 6–4, 7–6(2)   |
| 準優勝 | 11. | 2011年6月4日   | 全仏オープン         | クレー            | 李娜                             | 4–6, 6–7(0)   |
| 優勝   | 5.  | 2012年5月26日  | ストラスブール       | クレー            | アリーゼ・コルネ                 | 6–4, 6–4      |
| 優勝   | 6.  | 2013年4月28日  | マラケシュ           | クレー            | ルルド・ドミンゲス・リノ         | 6–1, 6–3      |
| 優勝   | 7.  | 2016年2月21日  | リオ・デ・ジャネイロ | クレー            | シェルビー・ロジャース           | 2-6, 6-2, 6-2 |
| 優勝   | 8.  | 2017年4月15日  | ボゴタ               | クレー            | ララ・アルアバレナ               | 6-4, 7-5      |
| 準優勝 | 12. | 2017年5月6日   | ラバト               | クレー            | アナスタシア・パブリュチェンコワ | 5–7, 5–7      |

### ダブルス: 16回 (7勝9敗)
| 結果   | No. | 決勝日         | 大会                 | サーフェス        | パートナー                   | 対戦相手                                                    | スコア              |
| ------ | --- | -------------- | -------------------- | ----------------- | ---------------------------- | ----------------------------------------------------------- | ------------------- |
| 優勝   | 1.  | 2001年7月29日  | ソポト               | クレー            | ヨアネット・クルーガー       | ユリア・ベイゲルジマー アナスタシア・ロディオノワ           | 6–4, 6–0            |
| 準優勝 | 1.  | 2003年5月4日   | ワルシャワ           | クレー            | エレニ・ダニリドゥ           | マグダレナ・マレーバ リーゼル・フーバー                     | 6–3, 4–6, 2–6       |
| 準優勝 | 2.  | 2003年7月27日  | スタンフォード       | ハード            | 趙倫貞                       | リサ・レイモンド カーラ・ブラック                           | 6-7(5), 1-6         |
| 準優勝 | 3.  | 2004年2月15日  | パリ                 | カーペット (室内) | シルビア・ファリナ・エリア   | パティ・シュナイダー バルバラ・シェット                     | 3-6, 2-6            |
| 優勝   | 2.  | 2004年5月2日   | ワルシャワ           | クレー            | シルビア・ファリナ・エリア   | ヒセラ・ドゥルコ パトリシア・タラビーニ                     | 3–6, 6–2, 6–1       |
| 優勝   | 3.  | 2005年2月26日  | ドーハ               | ハード            | アリシア・モリク             | カーラ・ブラック リーゼル・フーバー                         | 6–3, 6–4            |
| 準優勝 | 4.  | 2005年10月9日  | フィルダーシュタット | ハード (室内)     | クベタ・ペシュケ             | アナスタシア・ミスキナ ダニエラ・ハンチュコバ               | 0-6, 6-3, 5-7       |
| 優勝   | 4.  | 2006年2月25日  | ドバイ               | ハード            | クベタ・ペシュケ             | スベトラーナ・クズネツォワ ナディア・ペトロワ               | 3–6, 7–6(1), 6–3    |
| 準優勝 | 5.  | 2006年5月21日  | ローマ               | クレー            | クベタ・ペシュケ             | 杉山愛 ダニエラ・ハンチュコバ                               | 6-3, 3-6, 1-6       |
| 優勝   | 5.  | 2006年10月1日  | ルクセンブルク       | ハード (室内)     | クベタ・ペシュケ             | アンナ＝レナ・グローネフェルト リーゼル・フーバー           | 2–6, 6–4, 6–1       |
| 優勝   | 6.  | 2006年10月15日 | モスクワ             | カーペット (室内) | クベタ・ペシュケ             | イベタ・ベネソバ ガリナ・ボスコボワ                         | 6–4, 6–7, 6–1       |
| 準優勝 | 6.  | 2007年10月21日 | チューリッヒ         | ハード (室内)     | リサ・レイモンド             | レネ・スタブス クベタ・ペシュケ                             | 5-7, 6-7(1)         |
| 準優勝 | 7.  | 2008年6月7日   | 全仏オープン         | クレー            | ケーシー・デラクア           | アナベル・メディナ・ガリゲス ビルヒニア・ルアノ・パスクアル | 6-2, 5-7, 4-6       |
| 優勝   | 7.  | 2009年10月3日  | 東京                 | ハード            | アリサ・クレイバノワ         | ダニエラ・ハンチェコバ 杉山愛                               | 6–4, 6–2            |
| 準優勝 | 8.  | 2012年4月15日  | バルセロナ           | クレー            | フラビア・ペンネッタ         | サラ・エラニ ロベルタ・ビンチ                               | 0-6, 2-6            |
| 準優勝 | 9.  | 2014年2月28日  | フロリアノーポリス   | ハード            | シルビア・ソレル＝エスピノサ | アナベル・メディナ・ガリゲス ヤロスラワ・シュウェドワ       | 6–7(1), 6–2, [3–10] |

## 4大大会優勝
- 全仏オープン 女子シングルス：1勝（2010年）［女子ダブルス準優勝：2008年］

| 年     | 大会         | 対戦相手             | 試合結果 |
| ------ | ------------ | -------------------- | -------- |
| 2010年 | 全仏オープン | サマンサ・ストーサー | 6-4, 7-6 |

## 4大大会シングルス成績
略語の説明
| W | F | SF | QF | #R | RR | Q# | LQ | A | Z# | PO | G | S | B | NMS | P | NH |

W=優勝, F=準優勝, SF=ベスト4, QF=ベスト8, #R=#回戦敗退, RR=ラウンドロビン敗退, Q#=予選#回戦敗退, LQ=予選敗退, A=大会不参加, Z#=デビスカップ/BJKカップ地域ゾーン, PO=デビスカップ/BJKカッププレーオフ, G=オリンピック金メダル, S=オリンピック銀メダル, B=オリンピック銅メダル, NMS=マスターズシリーズから降格, P=開催延期, NH=開催なし.
| 大会           | 1999 | 2000 | 2001 | 2002 | 2003 | 2004 | 2005 | 2006 | 2007 | 2008 | 2009 | 2010 | 2011 | 2012 | 2013 | 2014 | 2015 | 2016 | 2017 | 2018 | 通算成績 |
| -------------- | ---- | ---- | ---- | ---- | ---- | ---- | ---- | ---- | ---- | ---- | ---- | ---- | ---- | ---- | ---- | ---- | ---- | ---- | ---- | ---- | -------- |
| 全豪オープン   | A    | A    | 1R   | 3R   | 1R   | 2R   | 3R   | 4R   | 2R   | 3R   | 1R   | 4R   | QF   | 2R   | 1R   | 1R   | 1R   | LQ   | 1R   | 1R   | 19–17    |
| 全仏オープン   | A    | LQ   | QF   | 3R   | 2R   | 4R   | 4R   | 4R   | 3R   | 3R   | 1R   | W    | F    | 3R   | 4R   | 1R   | 3R   | 1R   | 1R   | 1R   | 40–17    |
| ウィンブルドン | A    | LQ   | 2R   | 2R   | 3R   | 2R   | 1R   | 1R   | 2R   | 2R   | QF   | 1R   | 3R   | 4R   | 1R   | 1R   | 1R   | 2R   | 2R   | A    | 18–17    |
| 全米オープン   | LQ   | 3R   | 1R   | 4R   | QF   | 4R   | 3R   | 3R   | 2R   | 2R   | 4R   | QF   | 4R   | 1R   | 1R   | 1R   | 1R   | 1R   | 1R   | A    | 28–18    |